# Carl-Erik Forssén

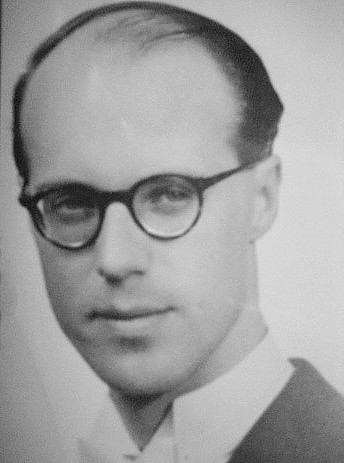
Carl-Erik Forssén.

Carl-Erik Gustav ”Calle” Forssén, född 25 april 1919, död 6 januari 1998 i Uddevalla, var en svensk arkitekt.

## Biografi
Forssén var son till grafikern Gustaf Forssén och Olga Mathilda Andersson. Han var till en början anställd arkitekt på Ture Rybergs arkitektkontor och medverkade vid flera nybyggen för Karolinska institutet som tillkom på Campus Solna mellan 1938 och 1955. Efter 1960-talet drev Forssén egen verksamhet i Stockholm. Han hade ofta uppdrag rörande skolor eller komplementbyggnader till skolor där Rybergs kontor tidigare varit inblandad. Senare hade han även uppdrag i Göteborg och Ystad.

## Arbeten i urval

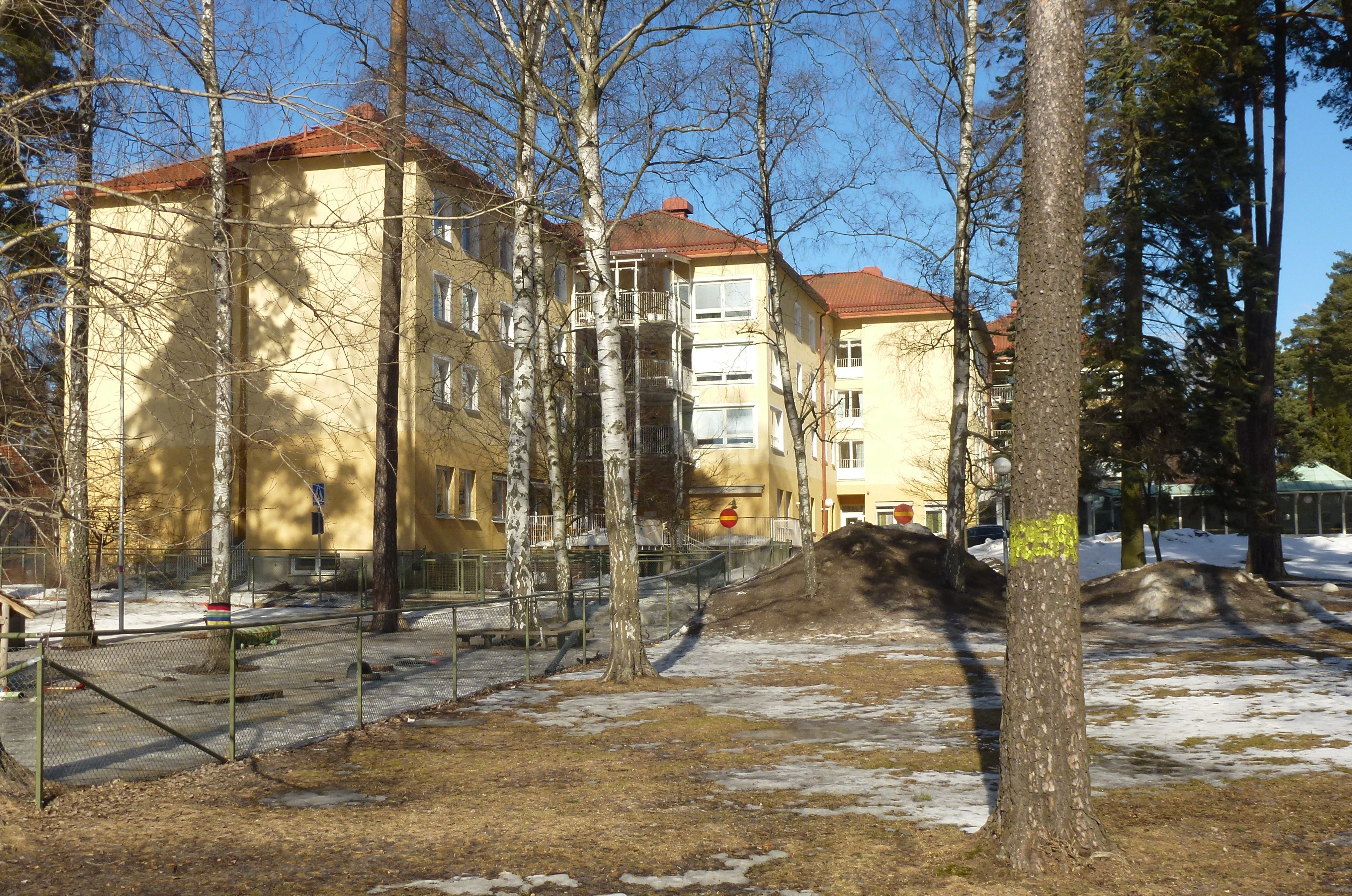
Hemmet för gamla, tillbyggnad hus A, tillsammans med Ture Ryberg, 1958.

- Hemmet för gamla, tillbyggnad hus A, Enskede (1958) tillsammans med Ture Ryberg.[3]
- Hässelbystrandsskolan och Hässelby gymnasium, Hässelby (1963) tillsammans med Ture Ryberg.[4]
- Hökarängsskolan, gymnastikhallen, Hökarängen (1964).[5]
- Posthuset, Rinkeby (1960-tal).[6]
- Västerholmsskolan, Skärholmen (1966 och 1967).[7]
- Postterminal i Ystad (1971)[8]